# Альфред Вельпо
Альфред Вельпо (повне ім'я Альфред Арман Луї Марі Вельпо, фр. Alfred-Armand-Louis-Marie Velpeau; 18 травня 1795 — 24 серпня 1867) — французький анатом і хірург.

## Біографія
Син коняра, Вельпо у дитинстві продавав каштани, які збирав, допомагав батькові в його роботі, який мріяв для сина кар'єру ветеринара. Навчившись самостійно читати і писати, бажаючи й далі вчитися, він знайшов у батька старий медичний трактат, з якого він зумів запозичити деякі уявлення про практичну медицину і прагнення стати доктором для бідних. Головним поштовхом став дещо прикрий випадок. Сусідській дівчині, яка страждала на меланхолію, він дав випити настій чорної чемериці, щоб «розвіяти смуток». Цей токсичний галюциноген дав бурхливі серцеві та травні прояви. Викликаний негайно місцевий лікар Бодін відновив здоров'я дівчині. Розпитуючи при цьому Вельпо, він був вражений його знанням і розумом. Бодін закликав його вивчати медицину. За його рекомендацією, сусідка запропонувала Вельпо навчати її дітей. Вельпо досяг такого прогресу, що наприкінці 1816 року, його познайомили з Вінцентом Гуро, головним хірургом лікарні в Турі, який негайно представив цього молодого вундеркінда П'єру Фіделю Бретонно, який тільки но був призначений у 1815 році головним медичним співробітником лікарні.
Бретонно відразу ж оцінив виняткові якості молодого селянина, настільки погано одягненого, що його товариші називали його «мерзенною шкірою». Він прийняв його як сина, і протягом чотирьох років Вельпо навчався у Бретонно медицині. З світанку до ночі він вивчав клінічний перебіг хвороб, брав участь у численних розтинах та експериментах. Це було тоді, коли Бретонно виділив черевний тиф з-поміж «брижових гарячок», і виявив його заразність. Вони разом провели анатомо-клінічні дослідження ису «туринського дифтериту» і продемонстрували, що круп є ускладненням хвороби. Лікарі Туру заперечили це відкриття. Тоді аби довести свою правоту вчитель і його учень пішли шукати правди на кладовищах: «Тут ми кожну ніч, написав Вельпо, близько 2-ї години, відкривали домовини як злочинці. Декілька разів у нас стріляли…» Тридцять шість мерців було піддано розтину упродовж декількох місяців.
На службу в лікарню Вельпо був прийнятий як інтерн, і, через п'ятнадцять місяців, призначений вже ординарним лікарем. Призначений першим студентом, в 1818 році, з 200 франками зарплати, він мав вже невелику клієнтуру, що дозволило йому зробити необхідні заощадження, аби поїхати до Парижа, щоб продовжити навчання. Він стикнувся зі значними труднощами в здобутті освіти, адже недостатньо володів французькою мовою і погано знав латину, якою велося викладання медицини того часу. Наполегливе опанування медицини призвело до того, що у 1821 році він отримав премію з анатомії та фізіології. 27 травня 1823 року захистив дисертацію на тему «Переривчаста гарячка, стригучий лишай, запалення» під керівництвом Рене Лаеннека і отримав ступінь доктора, в Парижі він почав працювати хірургом лікарні. Після смерті Алексіса де Бойєра, його призначено завідувачем відділу клінічної хірургії, цю посаду він обіймав до своєї смерті в 1867 році. У 1825 році він опублікував трактат про хірургічну анатомію в 2 томах.

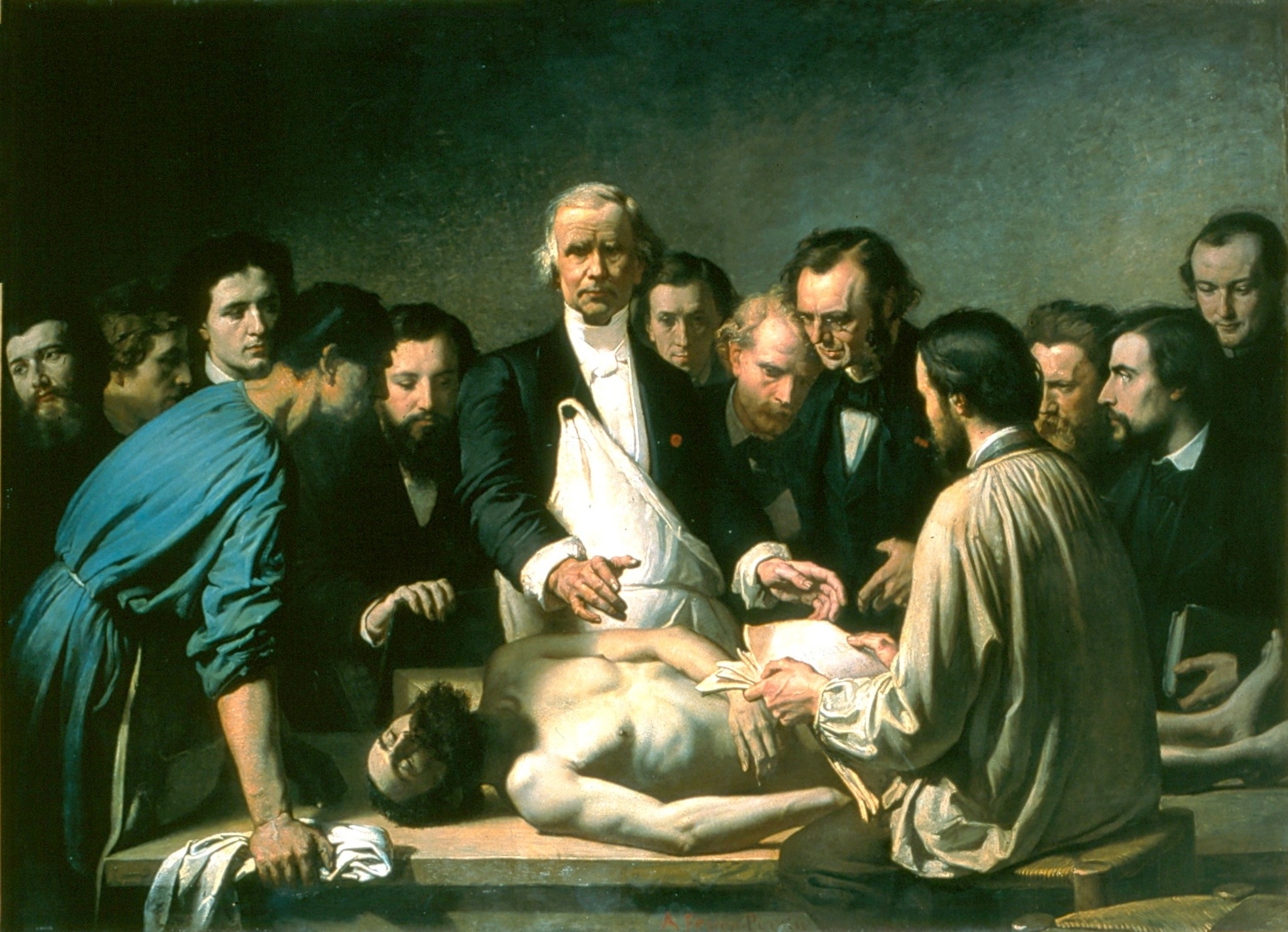
«Урок з анатомії Вельпо у клініці Шаріте». Картина Огюста Перрена, 1861 рік

У 1832 році його обрано до Паризької медичної академії. У 1843 році він став наступником Домініка-Жана Ларрея у Французькій академії наук (секція медицини та хірургії). Беручи участь у засіданнях, він презентував численні наукові роботи та брав активну участь у дебатах. Він казав: «Я з школи тих, хто шукає правду і я не знаю нічого іншого».
Рамон Еметеріо Бетатес, лідер Пуерто-Рико, хірург, нагороджений орденом Почесного легіону, був одним з видатних студентів Вельпо.
Вельпо був досвідченим хірургом і славився своїми знаннями з хірургічної анатомії. Він був автором понад 340 книг з хірургії, ембріології, анатомії, акушерства тощо.
Йому приписують перший точний опис лейкозу в 1827 році. Пов'язка, яка використовується для знерухомлення руки шляхом прибинтовування її до грудної стінки, відома як «пов'язка Вельпо». Існує кілька інших медичних термінів, пов'язаних з його ім'ям, однак ці терміни в основному використовуються лише історично. До них належать: «Вельпові грижі» для стегнової грижі, «хвороба Вельпо» для гідраденіту (hidradenitis suppurativa). «Канал Вельпо» для означення пахового каналу і «ямка Вельпо», також відома як ішіоректальна ямка. Відомо, що він спробував суперечливий експеримент: попросив чоловіка, засудженого до смерті, підморгнути йому, як тільки його голову відсічуть гільйотиною.
Цікаво, що незважаючи на те, що Вельпо був одним з провідних хірургів свого часу, він вважав, що безболісна операція — це фантазія, і що оперативне втручання та біль є нероздільними. З появою анестетиків, таких як етер і хлороформ у 1840-х роках, Вельпо був щиро здивований, кажучи: «Щодо ефіру, що це чудовий і страшний агент, але я скажу про хлороформ, що він ще більш дивовижний і страшніший». Лекції Вельпо, були ясними і легкими для сприйняття. Окрім своїх робіт, він відомий великою кількістю різноманітних медичних спогадів, опублікованих у бюлетенях Академії медицини, що свідчить про широту його медичних знань. Він був популярний серед студентів, шанований медичним світом.
Його нагороджено 11 серпня 1859 року орденом Почесного легіону в ступені командора. Його бюст сьогодні стоїть на церковній площі рідного міста. Він повернувся туди в 1860 році, пожертвував велику суму, щоб відновити церкву, куди ходив малям. Його щедрість згадується на вітражі церкви, де він зображений у своєму професорському одязі з написом: «Вдячність доктору Вельпо, засновнику цієї Церкви». Наприкінці життя, відзначеного безперервним працею, Вельпо купив заміський будинок. Він, однак, не присвятив себе сімейному життю з дочкою, зятем, графом Тойннет де ла Турмалієром і онуками, а продовжував вести прийом пацієнтів. У 1867 році він захворів на «поганий грип». Його учневі Гайону, що порадив йому відпочити, Вельпо відповів: «Я повинен бути мертвий, щоб погодитися це зробити». Але його стан швидко погіршився і він помер 24 серпня. Його похорони зібрали великий натовп. Його поховали у Парижі, на цвинтарі Монпарнас, 7-ма ділянка, рядок 1 («Avenue de l'Ouest»).
Вулиця в Турі носить його ім'я, а також початкова школа і лікарня на цій же вулиці. Район Тура (La Fuye-Velpeau) також носить його ім'я.

## Основні наукові праці
Його бібліографія містить більше 340 найменувань наукових робіт, які свідчать про його значний внесок у розвиток медичної науки XIX-го століття. Головни з них:
- «Елементарний трактат про акушерство: або Принципи токології та ембріології». (фр. Traité elementaire de l’art des accouchements: ou, Principes de tokologie et d'embryologie (1829)
- «Повний трактат про мистецтво пологів» (фр. Traité complet de l'art des accouchements) (1835)
- «Нові елементи оперативної хірургії» (фр. Nouveaux éléments de médecine opératoire) (1856)
- «Трактат про хвороби області молочної залози» (фр. Traité des maladies du sein et de région mammaire) (1856)